# Rebo Rigotti
Rebo Rigotti (Padergnone, 11 luglio 1891 – Trento, 9 settembre 1971) è stato un genetista e agronomo italiano.

## Biografia

### Famiglia e istruzione
Nasce a Padergnone, paese della Valle dei Laghi l'11 luglio 1891. Il padre Pietro possiede un’azienda agricola produttrice del Vino Santo Trentino, apprezzato presso la corte di Vienna, mentre la madre, Antonia Marzani è la figlia di Giovanni Marzani, un agiato possidente di Pomarolo, in Val Lagarina. Rebo ha quattro fratelli: Sennen, Gennaro, Fabio e Quintino. 
Nel 1907 viene iscritto alla “Scuola Agraria” di San Michele all’Adige, diretta allora da Karl Mader, che è anche suo docente di viticoltura;  tra i suoi insegnanti ci sono inoltre Osvaldo Orsi, Carlo de Gramatica, Armin de Cles, Bruno de Varda e Josef Schindler, subentrato a Mader come direttore dell’Istituto Agrario nel 1909 quando quest’ultimo va in pensione.
Dopo aver ottenuto la qualifica professionale agricola nel 1909, lavora per circa un decennio nell’azienda agricola del padre. Il 5 settembre 1921 sposa Anna De Manincor da cui ha cinque figli: Fabio, Camillo, le gemelle Annamaria e Licia, e Ulisse. 

### Attività lavorative
Negli anni 1919-21, successivi alla Grande Guerra, svolge l’attività di visitatore tecnico per i danni post-bellici alle campagne per conto dell’Ufficio del Genio Civile di Rovereto (TN).
Nel 1921 inizia a lavorare presso la Stazione Sperimentale Agraria di San Michele all’Adige in qualità di “Ispettore delle Cantine della Venezia Tridentina”. Tra il 1923 e il 1928 presta servizio, con mansioni di tecnico e amministratore, presso l'azienda vitivinicola della Contessa Giuliana Martini di Mezzocorona. 
Consegue il titolo di perito agrario alla Scuola di Agraria di Conegliano Veneto nel 1928 e diventa assistente di Giulio Catoni, poi presidente dell’Istituto agrario di San Michele all'Adige dal 1946 al 1949, occupandosi di fitopatologia vegetale presso l’apposito Osservatorio costituito in seno al Consiglio Provinciale dell’Economia. Nel 1930 vince il concorso di direttore tecnico per gestire i vivai viticolo-pomologici di Navicello, a Rovereto, dove rimane fino al 1935.
Negli stessi anni, alla Stazione Agraria Sperimentale di San Michele all’Adige, Rigotti si occupa di frutticoltura, cerealicoltura , foraggicoltura, compie studi di genetica sulla patata ma concentra i suoi interessi soprattutto in campo viticolo, incrociando vari tipi di vitigni. Rimane alla Stazione sperimentale fino al 31 gennaio 1959, quando, ormai prossimo ai settant'anni, raggiunge la meritata pensione.
Negli anni successivi alla pensione collabora all’UDIAS (Unione dei Diplomati all’Istituto Agrario di San Michele all’Adige), nata il 6 gennaio 1946 per iniziativa di un gruppo di ex alunni e insegnanti dell'Istituto.
Rigotti muore improvvisamente il 9 settembre 1971 a Trento. 

### Premi e riconoscimenti
Nella sua carriera ottiene numerosi riconoscimenti: oltre alla medaglia d’oro presso l’Università di Piacenza per aver messo a punto uno strumento capace di misurare la resistenza al distacco dell'acino d'uva dal grappolo, riceve altre due medaglie d’oro: una nel 1962 in occasione dell’inaugurazione del nuovo complesso edilizio dell’Istituto Agrario di San Michele all’Adige e l’altra nel 1966 con Diploma della Regione Trentino - Alto Adige per mezzo dell’Assessorato per l’Agricoltura ed il commercio, per i suoi traguardi in ambito viticolo-enologico.

## La Sperimentazione
Rigotti ha contribuito alla sperimentazione agricola nel Novecento intervenendo attivamente su molteplici colture arboree e seminativi. Nell'ambito della frutticoltura, fin dagli anni Trenta ha sperimentato alcuni incroci su pesco, su pero e su melo. Tra gli anni 1930-35 Rebo Rigotti si è dedicato allo studio della patata, raffrontando differenti varietà, nell'intento di individuare nuove tipologie di cultivar più produttive, resistenti a diverse virosi e di migliore qualità. Un lavoro, quello sulla patata, che consisteva in un'ibridazione e selezione condotte con metodo sperimentale, al fine di rispondere a problemi concreti come quelli della ricerca di una varietà di patata più rustica e coerente con l'orografia locale, diversificando così l'offerta. 
In campo cerealicolo, invece, il perito Rigotti segue le indicazioni del direttore dell'Istituto Agrario, Enrico Avanzi, che gli chiede di selezionare e costituire nuove varietà di grano tenero. Avvia così un lavoro per incrociare una dozzina di varietà di frumento italiano, fecondato e selezionato allo scopo di produrre un prodotto capace di combinare qualità con maggiore produttività, resistenza alle malattie e agli agenti atmosferici. 
Si sofferma inoltre sullo studio applicato di altre colture minori come radicchio, pomodoro, fagiolo e le foraggere Graminaceae, sempre per ottenere risultati migliorati sotto diversi punti di vista. Nel capo viticolo Rebo prova diversi incroci sia per uva da tavola che da vino. Per quanto riguarda l'uva da tavola, ha isolato un tipo di cultivar adatto al trasporto e resistente allo schiacciamento dell’acino in seguito a imballaggio. Con riferimento all'uva da vino, il percorso è stato lungo e ha interessato vari momenti, dal 1924 in poi. I migliori ottenimenti sono stati incrociando cultivar superiori come Pinot, Riesling, Cabernet e Merlot con ceppi locali quali Nosiola, Teroldego e Marzemino. È stato proprio nell'ambito di queste sperimentazioni che hanno preso forma gli incroci 84-11 Gold Traminer, 107-2 Sennen, 123-4 Gosen e numerosi altri, oltre che quel 107-3, il cosiddetto Rebo, un vitigno identificato dalla serie d'incroci "Merlot x Teroldego", che nel 1978 - dunque, dopo la sua morte - sarebbe stato iscritto e riconosciuto all'interno del Catalogo Nazionale delle Varietà di uva da vino come vitigno destinato alla vinificazione.

## La Carta Viticola
Uno dei progetti più rilevanti portati avanti da Rigotti è la Carta Viticola del Trentino,  insieme eterogeneo di documenti (schede statistiche quali-quantitative, carte geografiche tematiche, testi descrittivi e documenti di riepilogo) risultato della sua indagine, volta a conoscere lo stato della viticoltura trentina del Novecento.
Il progetto è nato a partire dalle raccolte conservate presso la Biblioteca della Fondazione Edmund Mach, ente che ha ereditato il patrimonio bibliografico e archivistico della Stazione Sperimentale di S. Michele all’Adige, e presso il Consorzio di tutela Vini del Trentino, erede del Comitato vitivinicolo provinciale, ma anche attraverso la ricerca di documenti mancanti presso altre sedi, tra cui la Camera di commercio di Trento e i Comuni.
Essa ha rappresentato un primo “inventario” della viticoltura provinciale, antesignana del Catasto viticolo, e anche un “piano regolatore”, strumento di lavoro per monitorare, dirigere e orientare lo sviluppo di questo settore.
Originariamente sono state realizzate almeno due copie della Carta Viticola: la prima depositata presso la Stazione sperimentale di San Michele all’Adige e la seconda presso il Comitato vitivinicolo provinciale.